# العلاقات الأرمينية الكورية الجنوبية
العلاقات الأرمينية الكورية الجنوبية هي العلاقات الثنائية التي تجمع بين أرمينيا وكوريا الجنوبية.

## مقارنة بين البلدين
هذه مقارنة عامة ومرجعية للدولتين:
| وجه المقارنة                                              | أرمينيا                    | كوريا الجنوبية                                                          |
| --------------------------------------------------------- | -------------------------- | ----------------------------------------------------------------------- |
| المساحة (كم2)                                             | 29.74 ألف                  | 100.30 ألف                                                              |
| عدد السكان (نسمة)                                         | 2.93 مليون                 | 51.47 مليون                                                             |
| الكثافة السكانية (ن./كم²)                                 | 98.52                      | 513.16                                                                  |
| العاصمة                                                   | يريفان                     | سول                                                                     |
| اللغة الرسمية                                             | لغة أرمنية                 | اللغة الكورية                                                           |
| العملة                                                    | درام أرميني                | وون كوري جنوبي                                                          |
| الناتج المحلي الإجمالي (بليون دولار)                      | 11.54 مليار                | 1.53 تريليون                                                            |
| الناتج المحلي الإجمالي (تعادل القوة الشرائية) بليون دولار | 25.41 مليار                | 1.75 تريليون                                                            |
| الناتج المحلي الإجمالي الاسمي للفرد دولار أمريكي          | 3.49 ألف                   | 27.22 ألف                                                               |
| الناتج المحلي الإجمالي للفرد دولار أمريكي                 | 8.07 ألف                   |                                                                         |
| مؤشر التنمية البشرية                                      | 0.743                      | 0.901                                                                   |
| رمز المكالمات الدولي                                      | +374                       | +82                                                                     |
| رمز الإنترنت                                              | .am، .հայ ‏                 | .kr                                                                     |
| المنطقة الزمنية                                           | ت ع م+04:00، توقيت أرمينيا | توقيت كوريا الجنوبية، ت ع م+09:00، آسيا/سيول ‏، ت ع م+08:00، ت ع م+08:30 |

## منظمات دولية مشتركة
يشترك البلدان في عضوية مجموعة من المنظمات الدولية، منها:
| علم المنظمة | اسم المنظمة                               | تاريخ انضمام أرمينيا | تاريخ انضمام كوريا الجنوبية |
| ----------- | ----------------------------------------- | -------------------- | --------------------------- |
|             | مؤسسة التمويل الدولية                     | 18 أبريل 1995        | 16 مارس 1964                |
|             | منظمة حظر الأسلحة الكيميائية              | ?                    | ?                           |
|             | يونسكو                                    | 9 يونيو 1992         | 14 يونيو 1950               |
|             | الأمم المتحدة                             | 2 مارس 1992          | 17 سبتمبر 1991              |
|             | منظمة الشرطة الجنائية الدولية             | ?                    | ?                           |
|             | البنك الدولي للإنشاء والتعمير             | 16 سبتمبر 1992       | 26 أغسطس 1955               |
|             | الاتحاد البريدي العالمي                   | ?                    | ?                           |
|             | مؤسسة التنمية الدولية                     | 25 أغسطس 1993        | 18 مايو 1961                |
|             | منظمة التجارة العالمية                    | 5 فبراير 2003        | ?                           |
|             | الفريق المعني برصد الأرض                  | ?                    | ?                           |
|             | بنك التنمية الآسيوي                       | 2005                 | 1966                        |
|             | المركز الدولي لتسوية المنازعات الاستشارية | 16 أكتوبر 1992       | 23 مارس 1967                |
|             | وكالة ضمان الاستثمار متعدد الأطراف        | 5 ديسمبر 1995        | 12 أبريل 1988               |

## وصلات خارجية
- موقع وزارة الخارجية الأرمينية
- موقع وزارة الخارجية الكورية الجنوبية